# Забастовка женщин Исландии

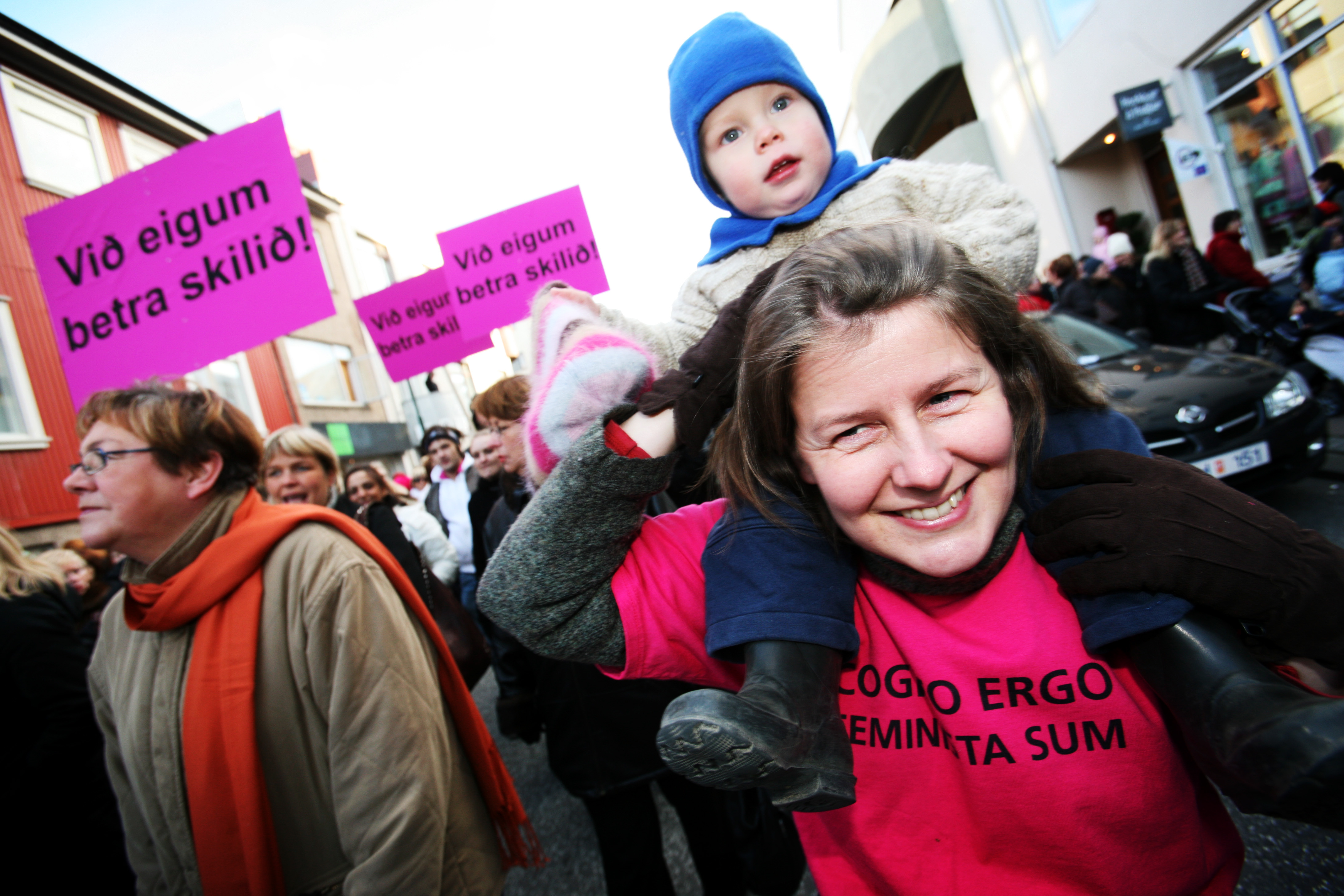
Акция борьбы за женские права, Исландия, 24 октября 2005 года

Всеобщая забастовка женщин Исландии («Женский выходной», исл. Kvennafrídagurinn) — феминистическая акция протеста и последовавшее за ней движение борьбы за гражданские права женщин в Исландии, также известна, как «Забастовка матерей» и «Длинная пятница».  Впервые состоялась в пятницу 24 октября 1975 года. Привела к принятию в 1976 году Закона о равноправии, запрещавший дискриминацию по половому признаку в школе и на рабочем месте.

## История
В 1970-х Исландские женщины, работавшие вне дома до 1975 года, зарабатывали менее шестидесяти процентов от заработка мужчин. 1975 год был объявлен на XXVII сессии Генеральной Ассамблеи ООН Международным годом женщины (резолюция №3010). Организаторами забастовки выступило движение «Красные чулки» и профсоюзы. В забастовке приняло участие 90% женщин страны, 25 тысяч женщин собрались на центральной площади Рейкьявика, что является крупнейшей забастовкой в истории страны. Всё население страны составляло тогда 220 тысяч человек. Женщины вышли на улицы, покинули свои рабочие места и дома, били в кастрюли и сковородки, протестуя против неравного распределения домашних обязанностей дома. Забастовка вдохновила следующее поколение исландских феминисток.

## Оценки
По мнению феминистки Кэролайн Перес:
Главный результат забастовки женщин Исландии в 1975 г. состоял в том, что она показала: словосочетание «работающая женщина» — тавтология. Все женщины — работающие, других просто не существует. Другое дело, что не за любую работу им платят.
Искусствовед Александр Васильев стал свидетелем забастовки 1985 года:
Однажды в Исландии я был свидетелем симпатичной забастовки — весь день женщины бездельничали: никто не варил кофе, не приносил в кровать омлетик, не занимался детьми. Так мужики просто взвыли!

## Влияние
В 1980 году Вигдис Финнбогадоттир стала первой женщиной в мире, избранной на пост конституционного главы государства. Позднее всеобщие забастовки женщин в Исландии проводились в 1985, 2005 и 2010 годах. Исландия в 2020 году в 11-й раз подряд возглавила ежегодный рейтинг гендерного равенства, публикуемый Всемирным экономическим форумом с 2006 года, с индексом гендерного разрыва 88 %.
Подобные протесты в стране происходят регулярно. В 2010 году исландки протестовали против того, что средняя заработная плата женщин в стране составляет примерно 65 % зарплаты мужчин. Очередная женская забастовка побудила на Международный женский день 8 марта 2017 года принять закон о равной оплате труда, по которому к 2022 году Исландия намерена полностью устранить дискриминацию в зарплатах.
Всеобщая забастовка женщин в Исландии вдохновила Кристину Янду, предложившую организовать всеобщую забастовку женщин в Польше 3 октября 2016 года («Чёрный понедельник») против запрета абортов. В акции приняло участие 98 тысяч женщин, что стало самой массовой акцией после забастовок «Солидарности» в 1980-е годы. 8 марта 2018 года состоялась всеобщая забастовка женщин в Испании против отсутствия реального равноправия между мужчинами и женщинами. Она была частью глобальной волны Международных женских забастовок
с 2017—2018 годов.
24 октября 2023 года в Исландии состоялась самая массовая с 1975 года всеобщая забастовка женщин с целью привлечения внимания к проблемам разрыва в оплате труда и гендерного насилия. В ней приняли участие 100 000 человек, а кульминацией стала крупная демонстрация в Рейкьявике, в которой приняла участие премьер-министр Катрин Якобсдоуттир.